# Prothioconazole
Le prothioconazole est un fongicide appartenant au nouveau groupe des triazolinethiones, famille des triazoles.

## Mode d'action
Le prothioconazole agit contre les champignons sensibles par inhibition de la déméthylation en position 14 du lanostérol ou du 24-méthylène dihydroano-stérol, tous deux précurseurs de stérols dans les champignons : il agit en perturbant la biosynthèse de l'ergostérol, précurseur de la vitamine D2, composant important des parois cellulaires fongiques.

## Synthèse
Le prothioconazole peut être obtenu en faisant réagir du chlorure de p-chlorobenzyle avec de la chlorométhyl-1-chloro-cyclopropylcétone et du 1,2,4-triazole et en faisant réagir le produit intermédiaire avec du n-butyllithium et du soufre élémentaire.

## Toxicité

### Effet cancérogène
Aucun effet cancérogène n’a été mis en évidence par des tests sur le rat ou la souris.